# Gustav Nordström
Gustav Nordström (* 23. Januar 1989) ist ein ehemaliger schwedischer Skilangläufer und Ski-Orientierungsläufer.

## Werdegang
Nordström, der in der Juniorenklasse insgesamt drei Medaillen bei Weltmeisterschaften im Ski-Orientierungslauf gewann, erzielte seine ersten Top-10-Platzierungen im Scandinavian Cup in Albu im Februar 2012 mit Rang vier beim Sprint und Platz neun über 15 km klassisch. Im März 2012 gewann er den schwedischen Skimarathon 7-Mila über 70 km klassisch. In der Saison 2012/13 nahm er an mehreren Rennen der US Super Tour teil, wo er sich dreimal unter den besten Zehn platzieren konnte. Sein Debüt im Skilanglauf-Weltcup gab Nordström im Januar 2013 beim Sprint in Liberec, wo er mit Rang 30 gleich seinen ersten Weltcuppunkt erzielte. Bei seinen nächsten Starts im Weltcup verpasste er im Dezember 2013 in Asiago mit Rang 62 im Sprint und als 43. des ersten Sprints von Davos am 14. Dezember 2014 die Punkteränge. Eine Woche später platzierte sich Nordström beim zweiten Weltcupsprint in Davos auf Rang 15. Im Januar 2016 erreichte er in Planica mit dem 12. Platz im Sprint seine beste Platzierung im Weltcup. Letztmals im Weltcup startete er im März 2019 in Falun, wobei er den 47. Platz im Sprint errang.

## Persönliches
Nordström ist der Bruder von Maria Nordström, die ebenfalls Skilangläuferin ist.